# Giuseppe Brotzu
Giuseppe Brotzu (Cagliari, 24 gennaio 1895 – Cagliari, 8 aprile 1976) è stato un medico, farmacologo e politico italiano, famoso per i suoi importanti contributi nella scoperta delle cefalosporine.

## Biografia
"Uomo temperato, saggio, di animo sempre uguale, veritiero, colto, gentile e modesto" lo descrisse l'allievo e amico Antonio Spanedda.

### Giovinezza e formazione
Giuseppe nacque da Luigi Brotzu  e Maria Castangia. La sua era una famiglia medio borghese di medici: era il terzo medico in casa, dopo suo padre, ufficiale sanitario nel comune di Cagliari, e suo nonno, medico condotto a Ghilarza.
Si laureò in medicina all'Università di Cagliari nel 1919 e fu esonerato dal servizio militare affinché potesse assumere la direzione degli ambulatori antimalarici di Cagliari. Dopo aver esercitato per alcuni anni la professione, incominciò a frequentare l'istituto di igiene, dove, collaborando con il professor Donato Ottolenghi, insigne studioso di igiene, si interessò alla materia e con lui si recò prima a Siena e poi a Bologna.
A Siena conobbe Maria Castellani, giovane chimica che lavorava come farmacista all'ospedale senese, con la quale studiò sempre e fu da lei accudito quando si ammalò di melitense; nel 1926 divenne sua moglie. Nonostante avesse vinto nel 1932 la cattedra di microbiologia all'istituto di igiene di Modena, attaccato alla sua terra e alla sua città, nel 1933 Brotzu fece ritorno a Cagliari e nel 1934 fu incaricato della direzione dell'istituto di igiene della città. Fu preside della facoltà di farmacia nell'anno accademico 1934-1935, di quella di medicina nell'anno 1935-1936 e poi rettore dell'università dal 1936 al 1945, anni in cui vennero istituite le facoltà di ingegneria mineraria e di magistero. Dopo sette lunghi anni di attesa, nel 1933 nacque Maria Vittoria, che sul finire dell'anno cadde malata; l'anno seguente nacque Nanni e poi altri tre figli.

### Carriera accademica, sociale e politica
Nel 1945, dopo anni di studi e di ricerca, arrivò alla scoperta delle cefalosporine. Nello stesso anno venne sospeso dal servizio per aver collaborato, come rettore dell'università, con il regime fascista anche nel periodo successivo all'8 settembre 1943. Il provvedimento di sospensione venne poi integralmente annullato.
Alla carriera accademica affianca quella politica: fu dapprima assessore regionale all'igiene e alla sanità (dal 1949 al 1955) e presidente regionale dal 1955 al 1958. Infine, dal 29 dicembre 1960 al 19 luglio 1967 fu sindaco di Cagliari.
Di estrazione cristiana (rappresentante della Democrazia Cristiana), amministrò per diversi anni il cattolico Quotidiano Sardo, giornale che vide la luce ad Oristano nel 1947 e che fu successivamente trasferito a Cagliari, contemporaneo a L'Unione Sarda e a La Nuova Sardegna. Il quotidiano, nonostante i notevoli sacrifici personali del professor Brotzu, si esaurì nell'arco di un decennio. Costantemente impegnato nel sociale, assumerà un ruolo decisivo nella campagna della Fondazione Rockefeller contro la malaria, dimostrando "un interessamento umano oltre che scientifico al problema".

Brotzu nell'usuale abito nero

Secondo uno studioso inglese, che riporta studi italiani, Brotzu avrebbe goduto in città di sinistra fama come jettatore, a causa della sua abitudine di vestire sempre di nero, malgrado le elevatissime temperature medie di Cagliari.

### Ultimi anni di vita
Lasciato l'insegnamento nel 1965 per limiti d'età, continuò a frequentare l'istituto di Igiene fino a oltre ottant'anni, quando venne colpito da un ictus cerebrale che, pur consentendogli la piena attività mentale, lo compromise gravemente dal punto di vista fisico; morì a Cagliari l'8 aprile 1976.
A lui è dedicata la struttura sanitaria più grande ed importante di Cagliari e della Sardegna, l'Azienda ospedaliera "G. Brotzu".

## La ricerca scientifica

### Le prime indagini
Brotzu incominciò la sua ricerca alla scoperta delle cefalosporine con un'attenta osservazione delle acque del porto di Cagliari, allora fortemente inquinate, nelle quali tuttavia non si notava alcuna proliferazione di microrganismi o batteri che certamente vi erano pur presenti. Si domandò perciò che cosa fosse in quelle acque, che potesse impedirne la crescita.
Molti giovani, del resto, facevano ogni giorno il bagno nelle acque del porto, nelle quali defluivano a mare tutti i liquami degli scarichi fognari dell'intera città, eppure non vi erano epidemie né di salmonellosi né di tifo o paratifo. Lo stesso Spanedda, suo fedele collaboratore, rinnovava ogni 19 marzo (giorno di san Giuseppe) la tradizione di un bagno nelle acque del porto senza contrarre alcuna malattia infettiva grave né alcuna infezione.
Si ipotizzava che, poiché vi erano pessime condizioni sanitarie, ma pochissimi casi di infezioni, i sardi, e in particolare i cagliaritani, godessero di una stranezza immunologica. Se questo per molti studiosi rappresentava un dato inspiegabile, ma di fatto ormai assodato, per Brotzu era una prova evidente della presenza, in quelle acque, di un agente immunizzante; convinzione suffragata dal fatto che i problemi di igiene sono legati a fattori microbiologici.

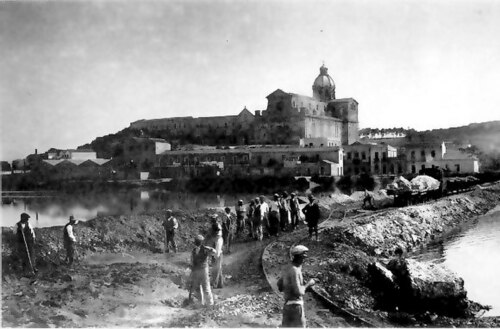
Cagliari, anni trenta: lavori di bonifica della zona che poi prese il nome di Su Siccu, sotto la basilica di Bonaria.
In queste acque, divenute ricettacolo degli scarichi cittadini, Brotzu studiò proprio in quel periodo la strana immunità dei ragazzi cagliaritani, straordinariamente resistenti al rischio di contrarre patologie.

Tra il 1920 e il 1922 il poco più che venticinquenne Brotzu, direttore degli ambulatori antimalarici della città ed assistente volontario nell'istituto di igiene, decise di studiare a fondo le cause del problema: sospettando che a Cagliari fosse diffusa un'infezione nota come "infezione eberthiana" e diagnosticata all'epoca come semplice infezione intestinale o paratifo, condusse una serie di ricerche di laboratorio e analisi sui pazienti degli ambulatori antimalarici che presentavano determinati sintomi (cefalea, dolore addominale, febbre, lingua patinata e milza ingrandita). Nel biennio 21-22 vagliò ben 38 casi di "ammalati con forme febbrili e sintomatologia anche leggermente sospetta" e venticinque di questi erano casi di infezione eberthiana.
Il giovane medico dimostrò la presenza di un'endemia tifica in città, seppur in forma lieve, il cui contagio era in rapporto con l'inquinamento marino, perciò si impegnò affinché nelle zone contaminate fosse vietata la pesca e si procedesse con la depurazione. Tuttavia, dopo aver accertato la presenza di un'endemia a Cagliari, bisognava spiegare la forma lieve della stessa e perché, se esisteva il tifo sotto forma lieve, non si erano mai scatenate epidemie gravi come nella maggior parte delle città italiane. Brotzu e il collaboratore Spanedda, "cultori della ricerca anche in tempo di guerra", incominciarono a raccogliere campioni d'acqua dalla zona orientale del golfo commerciale di Cagliari, detta "su Siccu", alla ricerca di "antagonismi batterici".

### Un'ipotesi da scartare
La tesi iniziale del professore, risalente alla metà degli anni 1930, seguiva quella teoria di "dissociazione batterica" di Arkwright secondo cui le colonie batteriche, in determinate condizioni ambientali sfavorevoli, potevano perdere alcuni caratteri specifici o, addirittura, divenire simili ad altri batteri.

Brotzu in laboratorio

Nel caso specifico, la condizione ambientale (l'acqua di mare) avrebbe potuto determinare la perdita di alcune caratteristiche paradigmatiche del batterio, trasformando l'agente patogeno; solo così si poteva spiegare il contagio solo parziale.

### Le analisi decisive
Una volta prelevati i campioni dalle rive inquinate, raccolti accuratamente in bottigliette dal professore stesso, i miceti in essi contenuti vennero "seminati su agar comune e fatti sviluppare a temperatura ambiente". "A sviluppo completo le colonie di numerosissimi germi erano state isolate e di ciascuna di esse era stato saggiato il potere antagonistico" verso diversi batteri responsabili di infezioni. "Seguendo questa tecnica assai semplice fu possibile studiare delle centinaia di germi e scegliere tra di essi il micete che fin dai primi isolamenti si mostrò dotato di particolari e spiccate attività inibenti".
Il 20 luglio 1945 Brotzu e il suo collaboratore Spanedda poterono ammirare "la colonia color ocra con tonalità rosa che inibiva diversi microrganismi tra cui la Salmonella typhi". Dopo tante altre colture il professore ne ebbe la conferma: "si tratta quindi di un micete appartenente agli sporofori e tra questi al genere Cephalosporium", "La specie isolata da noi è probabilmente quella tipo, ossia acremonium".
Nel 1945 venne isolata la "micetina Brotzu" - in seguito si scoprirà che la sostanza scoperta è formata da tre antibiotici, la cefalosporina N P e C - che il professore e il suo collaboratore sperimentarono personalmente, in maniera prima intracutanea e poi sottocutanea, per testarne l'efficacia o la tossicità. Non si verificarono né reazioni locali né disturbi generalizzati: l'antibiotico, quindi, non era dannoso.
All'inizio del 1947 Brotzu passò alla prima sperimentazione ad uso generale: trattò casi di pazienti malati gravemente di tifo e ricoverati all'Ospedale San Giovanni di Dio (Cagliari), che alla somministrazione dell'antibiotico, per via endovenosa, intramuscolare o rettale, ne guarirono. "Le condizioni generali di un malato risentono in genere di un miglioramento notevole[...]già dopo le prime due o tre inoculazioni il materiale prelevato è risultato batteriologicamente sterile".

### Geniale, ma isolato
Brotzu diceva che "l'esclusiva di un possibile medicamento è solo di Dio e l'uomo è solo uno strumento della Provvidenza"; inoltrò istanze di finanziamento per fondi e attrezzature al Ministero della Pubblica Istruzione, a quello della Sanità, al CNR, ma fu completamente ignorato. Perciò, rispondendo a una sua diretta richiesta, inviò a Sir Howard Florey dell'Università di Oxford (il ricercatore che con Ernst Boris Chain aveva prodotto la penicillina, scoperta da Alexander Fleming), una coltura del micete. Questi inviò i campioni al noto biologo Edward Abraham, il quale estrasse, purificò e studiò, tra il 1951 e il 1961, differenti sostanze ad attività antibiotica; tra queste la cefalosporina C, che divenne il capostipite di una nuova generazione di antibiotici, isolata da Norman Heatley.
Infine Abraham purificò il principio attivo e brevettò la scoperta come sua, vendendo poi il brevetto alle case farmaceutiche Glaxo ed Eli Lilly. La paternità scientifica dell'antibiotico fu riconosciuta allo scienziato cagliaritano dalla comunità scientifica internazionale solo agli inizi degli anni settanta.

## Impegno sociale
"L'impegno nella lotta alla più antica e subdola malattia nella storia della Sardegna - la malaria - attraversa l'intero arco della vita scientifica, accademica e politico-istituzionale di Giuseppe Brotzu".
Non minore fu il suo impegno civile negli anni difficili del dopoguerra e della ricostruzione, quando gli furono affidate le cariche di Sovrintendente sanitario regionale e presidente degli Ospedali riuniti di Cagliari. Brotzu, già prima che si diffondesse l'uso su larga scala del DDT, cercò di contrastare il bimillenario flagello della malaria -"causa intima del silenzio di tomba che da tanti secoli opprime l'isola" e "bavaglio che ne intralcia l'evoluzione"-, nonostante avesse a disposizione scarsi mezzi quali la bonifica idraulica e agraria, gambusie: pesci divoratori di larve, o altri agenti di lotta biologica di importazione mussoliniana come pipistrelli americani che si nutrivano solo di zanzare.
(Giuseppe Brotzu)
Brotzu divenne membro della Commissione dell'Alto Commissariato all'Igiene e Sanità; poté quindi seguire da vicino gli incontri dell'Alto Commissario Pinna con l'UNRRA nel 1945 e i primi passi del Sardinian Project, il grandioso esperimento naturale che aveva come obiettivo l'estirpamento della malaria in Sardegna.
Il professore vide la nascita dell'ERLASS (Ente Regionale per la Lotta Anti-Anofelica in Sardegna), di cui fu membro del Comitato Consultivo nel 1948 con l'intento di interrompere la catena di contagio e trasmissione epidemiologica del Plasmodium Falciparum mediante l'estirpazione del vettore Anopheles Maculipennis Labranchiae dai suoi ambienti di proliferazione. Inoltre collaborò con la Rockfeller Foundation (ente filantropico fondato con scopi analoghi nel 1913), per la riuscita di un "Piano di Rinascita" - elaborato nel 1951 - visti gli ottimi risultati conseguiti negli Stati Uniti e in altri Paesi. La Commissione continuò i suoi lavori fino al 1959 esulando tuttavia completamente da quelli che erano i compiti principali, data la mancanza di mezzi e di fondi; assunse così una mera funzione di pronto soccorso sociale, utile solo al bilancio regionale ordinario.
Brotzu si adoperò affinché la lotta antimalarica continuasse anche dopo l'intervento fallimentare della fondazione, iniziatosi nel 1946, soprattutto nella zona dell'attuale Carbonia per incominciare a risanare quell'isola "malata". Lo fece dapprima come Assessore all'Igiene, alla Sanità e alla Pubblica Istruzione (1949-1955) e poi come Presidente della Regione con la legge regionale del 28 novembre 1957, n. 25. Una volta sconfitta la malaria, attorno ai primi anni cinquanta, da assessore all'Igiene e alla sanità Brotzu infine sostenne l'istituzione del CRAAI (centro regionale antimalarico e antinsetti) per consolidare i risultati ottenuti con la lotta antimalarica attraverso la piccola e media bonifica, la realizzazione degli ospedali, dei poliambulatori, mattatoi e degli acquedotti per l'approvvigionamento di acqua potabile.

## La carriera politica
(Del Piano, Op. cit., pag. 17)

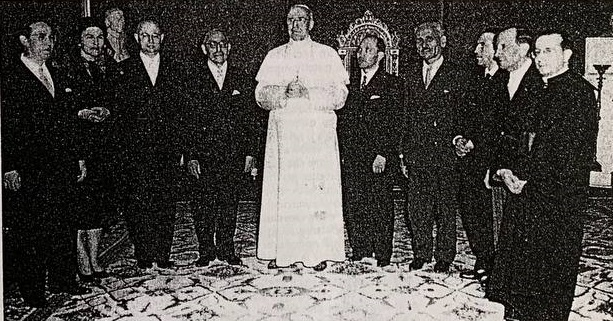
La Giunta regionale della Sardegna in udienza da Pio XII. Brotzu, presidente della Giunta, è alla destra del pontefice.

Nonostante si considerasse "non un politico, ma un tecnico, o piuttosto uno scienziato prestato alla politica", il prof. Brotzu venne eletto a far parte del primo Consiglio Regionale con la Democrazia Cristiana, nelle difficili legislature quando ancora stava nascendo l'autonomia della Regione Sardegna e dell'Ente Regione.
"L'uomo aveva capacità critiche, colpo d'occhio e libertà di giudizio veramente non comuni, preziose nel compito di Amministratore pubblico". Dal 1949 al 1955 assunse la carica di Assessore Regionale all'Igiene, alla Sanità e alla Pubblica Istruzione nelle Giunte Crespellani e Corrias e successivamente dal 21 luglio del 1955 al 30 ottobre del 1958 di Presidente della Regione di due giunte monocolore della DC. In questi anni egli attuò un Piano di Rinascita, che comprendeva la progettazione e la costruzione di tutta una serie di opere: poliambulatori, ospedali, mattatoi per consolidare la lotta antimalarica e opporsi alle malattie sociali. "L'attenzione per il problema malarico non venne mai meno, nonostante gli impegni".
Riconoscendo le grandi carenze della Regione nel campo delle costruzioni e delle strutture sanitarie, ideò un piano per gli ambulatori comunali, affinché si migliorassero le condizioni di lavoro dei medici condotti. Valorizzò le risorse termali dell'isola, progettando e costruendo lo stabilimento termale di Fordongianus, coinvolgendo non solo l'Assessorato Igiene e Sanità, ma anche quello dei Lavori Pubblici, dell'Agricoltura, dei Trasporti e del Turismo. Si interessò per attuare una moderna rete d'edifici ospedalieri, sulla base di quelli svizzeri e tedeschi. Si devono al suo progetto gli ospedali (pensati come ambulatori con annessa infermeria) di Bosa, Sorgono, Muravera, Olbia, Tempio, San Gavino Monreale, La Maddalena e il CTO di Iglesias.
Fu infine sindaco di Cagliari dal dicembre del 1960 al settembre del 1967, come esponente della Democrazia Cristiana in anni di forte carenza abitativa, di problemi di occupazione, dalle aspettative di imprenditoria privata, a cui seguirono una crescita sregolata dell'aggregato urbano e fughe incontrollate verso la periferia, che cercò di contrastare attraverso un piano urbanistico moderno, una progettualità per l'area cagliaritana e la municipalizzazione dei trasporti urbani.
Nell'anno 1963 il bilancio comunale presentava un incremento del 75% delle entrate effettive rispetto al 1960, ciò consentì interventi immediati sul campo abitativo e sull'edilizia scolastica: nacquero lo stadio, il teatro comunale, la cittadella dei musei, la scalinata di Bonaria, la strada panoramica di monte Urpinu, il trasferimento delle Ferrovie Complementari della Sardegna e del mattatoio al centro cittadino. Nel 1962 entrava in vigore il piano regolatore generale, che poté sostenere il boom economico e urbano degli anni sessanta, caratterizzato dalle varie collaborazioni tra amministrazioni, come quella tra Cagliari e Quartu per poter coordinare le attività sul litorale, per valorizzare le risorse e gestire i servizi. Nel 1962 si attuò il piano per l'edilizia della legge n. 167 che vedrà sorgere alcuni dei quartieri più importanti di Cagliari e nel 1967 si eseguirono i provvedimenti della "legge ponte", sul concorso dei proprietari di aree fabbricabili nel territorio.
Il sindaco si impegnò anche sul risanamento e la tutela dell'ambiente, ponendo in atto una vera e propria "politica ambientale": si vietò il prelievo di sabbia dalla spiaggia del Poetto, si creò una rete fognaria dell'intera conurbazione, si risanarono le acque del golfo, venne eliminata la discarica dei rifiuti urbani sulla spiaggia di Giorgino e lo stagno di Santa Gilla e creati spazi verdi salvaguardati. L'amministratore Brotzu operò prima con tre Giunte di Centro e in seguito con una di centro sinistra (1960-1964/1965-1967).
Soleva dire "io faccio amministrazione, non politica" intendendo: mi occupo di progetti concreti, non di giochi di parole.

### Le Giunte regionali Brotzu

#### 13 luglio 1955 - 15 giugno 1957
Presidente della Giunta
Giuseppe Brotzu (DC)
Assessori
- Agricoltura: Luigi Musio (tecnico)
- Finanze: Salvatore Stara (DC)
- Igiene e sanità: Luigi Diaz (DC)[52]
- Industria, commercio e rinascita: Gervasio Costa (DC)
- Istruzione, assistenza e beneficenza: Pierina Falchi Delitala (DC)
- Lavori pubblici: Agostino Cerioni (DC)
- Lavoro e artigianato: Francesco Deriu (DC)
- Trasporti, viabilità e turismo: Antonio Gardu (DC)

#### 27 luglio 1957 - 30 ottobre 1958
Presidente della Giunta
Giuseppe Brotzu (DC)
Assessori
- Agricoltura e foreste: Ignazio Serra (DC)
- Finanze: Salvatore Stara (DC)
- Igiene e sanità: Salvatore Cara (DC)
- Industria,  commercio e rinascita: Gervasio Costa (DC)
- Lavori pubblici: Agostino Cerioni (DC)
- Lavoro,  artigianato e cooperazione: Francesco Deriu (DC)
- Pubblica istruzione, assistenza e beneficenza: Pierina Falchi Delitala (DC)
- Viabilità, trasporti e turismo: Giovanni Del Rio (DC)

## Onorificenze
Brotzu ha ricevuto dall'Università di Oxford la laurea ad honorem in scienza nel 1971.
Ricevette in seguito onorificenze dalla Glaxo e dal British Council, la laurea honoris causa in Farmacia e in Scienze a Milano (riconoscimento dato contemporaneamente a Brotzu e Daniel Bovet), nel 1972 il diploma del National Research Development Corporation, la medaglia d'oro al merito della Sanità.
Fu membro onorario della Società Italiana di Medicina Sperimentale e nel 1978 il Lions Club di Cagliari gli assegnò il Lion d'Oro riservato ai benemeriti della città.
Il 23 febbraio 1978 a Cagliari gli è stata intitolata una via, nel quartiere di Mulinu Becciu.